# Bruno Caboclo
Bruno Correa Fernandes Caboclo, né le 21 septembre 1995 à Osasco dans l'État de São Paulo au Brésil, est un joueur brésilien de basket-ball. Il évolue au poste d'ailier fort.

## Biographie

### Jeunesse
En 2013, Caboclo participe au tournoi Basketball Without Borders et en est nommé meilleur joueur (MVP). Il est alors repéré par l'encadrement de plusieurs équipes NBA.

### Carrière professionnelle

#### Pinheiros (2013-2014)
Caboclo fait ses débuts en première division du championnat du Brésil avec Pinheiros lors de la saison 2013-2014. Il joue 17 rencontres et en moyenne marque 4,8 points,.

#### Raptors de Toronto (2014-fév. 2018)
En juin 2014, il est choisi à la 20e position de la draft 2014 de la NBA par les Raptors de Toronto.

#### Kings de Sacramento (fév. - juil. 2018)
Le 8 février 2018, Caboclo part aux Kings de Sacramento dans un échange avec Malachi Richardson. Il joue avec les Rockets de Houston en pré-saison mais ne trouve pas de contrat en NBA au début de la saison 2018-2019.

#### Vipers de Rio Grande Valley (oct. 2018 - jan. 2019)
Le 20 août 2018, il signe un contrat avec les Rockets de Houston.
Le 13 octobre 2018, il est libéré par les Rockets avant le début de la saison NBA 2018-2019.
Le 20 octobre 2018, il rejoint les Vipers de Rio Grande Valley en G-League, l'équipe affiliée aux Rockets.

#### Grizzlies de Memphis (fév. 2019 - fév. 2020)
Le 24 janvier 2019, il signe un contrat de 10 jours avec les Grizzlies de Memphis.
Le 13 février 2019, il est signé jusqu'à la fin de la saison par les Grizzlies de Memphis. Il réalise un très bon match contre le Thunder d'Oklahoma le 25 mars durant lequel il bat son record de points en carrière, ainsi que de rebonds, et ce malgré un adversaire bien mieux classé et encore en compétition pour les playoffs ainsi que la défense de Paul George, candidat sérieux au titre de meilleur défenseur de l'année.

#### Rockets de Houston (fév. 2020-janvier 2021)
Le 6 février 2020, il rejoint les Rockets de Houston en échange de Jordan Bell.
Le 26 novembre 2020, il prolonge aux Rockets de Houston.
Le 14 janvier 2021, il est coupé.

#### CSP Limoges (2021)
Le 26 mars 2021, il est recruté en tant que pigiste médical par le CSP Limoges pour remplacer Romeo Travis, dont l'absence est estimée à quatre semaines.

#### São Paulo FC (2021-2022)
À l'été 2021, Caboclo rejoint le São Paulo FC, club brésilien de première division.

## Statistiques
Gras = ses meilleures performances

### Saison régulière NBA
| Saison    | Équipe     | Matchs | Titul. | Min./m | % Tir | % 3pts | % LF  | Rbds/m. | Pass/m. | Int/m. | Ctr/m. | Pts/m. |
| --------- | ---------- | ------ | ------ | ------ | ----- | ------ | ----- | ------- | ------- | ------ | ------ | ------ |
| 2014-2015 | Toronto    | 8      | 0      | 2,9    | 33,3  | 66,7   | 0,0   | 0,25    | 0,00    | 0,00   | 0,12   | 1,25   |
| 2015-2016 | Toronto    | 6      | 1      | 7,1    | 8,3   | 14,3   | 0,0   | 0,33    | 0,17    | 0,33   | 0,17   | 0,50   |
| 2016-2017 | Toronto    | 9      | 0      | 4,5    | 37,5  | 33,3   | 0,0   | 1,11    | 0,44    | 0,22   | 0,11   | 1,56   |
| 2017-2018 | Toronto    | 2      | 0      | 3,3    | 0,0   | 0,0    | 0,0   | 0,50    | 0,50    | 0,50   | 0,00   | 0,00   |
| 2017-2018 | Sacramento | 10     | 0      | 10,0   | 31,0  | 20,0   | 83,3  | 2,10    | 0,30    | 0,20   | 0,40   | 2,60   |
| 2018-2019 | Memphis    | 34     | 19     | 23,5   | 42,7  | 36,9   | 84,0  | 4,65    | 1,47    | 0,41   | 0,97   | 8,29   |
| 2019-2020 | Memphis    | 22     | 0      | 8,7    | 40,6  | 16,0   | 66,7  | 2,00    | 0,45    | 0,45   | 0,55   | 2,82   |
| 2019-2020 | Houston    | 8      | 0      | 6,5    | 50,0  | 25,0   | 100,0 | 2,00    | 0,25    | 0,62   | 0,62   | 3,50   |
| 2020-2021 | Houston    | 6      | 0      | 6,1    | 47,1  | 0,0    | 50,0  | 2,33    | 0,17    | 0,00   | 0,33   | 2,83   |
| Carrière  | Carrière   | 105    | 20     | 12,3   | 40,3  | 30,8   | 83,6  | 2,55    | 0,69    | 0,34   | 0,56   | 4,21   |

Mise à jour le 12 novembre 2021

### Playoffs NBA
| Saison   | Équipe   | Matchs | Titul. | Min./m | % Tir | % 3pts | % LF | Rbds/m. | Pass/m. | Int/m. | Ctr/m. | Pts/m. |
| -------- | -------- | ------ | ------ | ------ | ----- | ------ | ---- | ------- | ------- | ------ | ------ | ------ |
| 2020     | Houston  | 2      | 0      | 3,3    | 50,0  | 0,0    | 0,0  | 1,50    | 0,00    | 0,50   | 0,00   | 1,00   |
| Carrière | Carrière | 2      | 0      | 3,3    | 50,0  | 0,0    | 0,0  | 1,50    | 0,00    | 0,50   | 0,00   | 1,00   |

Mise à jour le 27 novembre 2020

## Records sur une rencontre en NBA
Les records personnels de Bruno Caboclo en NBA sont les suivants, :
| Type de statistique        | Saison régulière | Saison régulière            | Saison régulière  | Playoffs | Playoffs                | Playoffs          |
| Type de statistique        | Record           | Adversaire                  | Date              | Record   | Adversaire              | Date              |
| -------------------------- | ---------------- | --------------------------- | ----------------- | -------- | ----------------------- | ----------------- |
| Points                     | 24               | Thunder d'Oklahoma City     | 25 mars 2019      | 2        | Thunder d'Oklahoma City | 18 août 2020      |
| Paniers marqués            | 8                | 2 fois                      | 2 fois            | 1        | Thunder d'Oklahoma City | 18 août 2020      |
| Paniers tentés             | 14               | 2 fois                      | 2 fois            | 1        | 2 fois                  | 2 fois            |
| Paniers à 3 points réussis | 4                | Thunder d'Oklahoma City     | 25 mars 2019      | -        | -                       | -                 |
| Paniers à 3 points tentés  | 7                | 4 fois                      | 4 fois            | 1        | @ Lakers de Los Angeles | 12 septembre 2020 |
| Lancers francs réussis     | 6                | @ Trail Blazers de Portland | 3 avril 2019      | -        | -                       | -                 |
| Lancers francs tentés      | 6                | 2 fois                      | 2 fois            | -        | -                       | -                 |
| Rebonds offensifs          | 8                | Warriors de Golden State    | 27 mars 2019      | -        | -                       | -                 |
| Rebonds défensifs          | 13               | Mavericks de Dallas         | 7 avril 2019      | 2        | @ Lakers de Los Angeles | 12 septembre 2020 |
| Rebonds totaux             | 17               | Mavericks de Dallas         | 7 avril 2019      | 2        | @ Lakers de Los Angeles | 12 septembre 2020 |
| Passes décisives           | 6                | @ Mavericks de Dallas       | 2 mars 2019       | -        | -                       | -                 |
| Interceptions              | 3                | @ Timberwolves du Minnesota | 1er décembre 2019 | 1        | Thunder d'Oklahoma City | 18 août 2020      |
| Contres                    | 4                | @ Timberwolves du Minnesota | 30 janvier 2019   | -        | -                       | -                 |
| Balles perdues             | 4                | 3 fois                      | 3 fois            | -        | -                       | -                 |
| Minutes jouées             | 41               | Rockets de Houston          | 20 mars 2019      | 5        | @ Lakers de Los Angeles | 12 septembre 2020 |

- Double-double : 4
- Triple-double : 0

Dernière mise à jour : 2 janvier 2021

## Salaires
| Saison    | Équipe             | Salaire     |
| --------- | ------------------ | ----------- |
| 2017-2018 | Raptors de Toronto | 2 451 225 $ |